# 조 로던
조지프 피터 로던 (Joseph Peter Rodon, 1997년 10월 22일 ~ )는 웨일스의 축구 선수이며, 리즈 유나이티드에서 센터백으로 뛰고 있다. 현대 축구가 중요시하는 게임리드 능력이 탁월하고, 센터백에 걸맞는 피지컬을 가지고 있다. 제공권에 강하고, 세트피스 수비는 특히 좋다. 하지만 롱패스 부분에서는 부족한 모습을 보이고 있다.
2020년 10월 16일 토트넘 핫스퍼는 조 로던의 영입을 발표했다. 계약 기간은 5년이다.